# Mezquita del Emir Zade
La mezquita del Emir Zade (en turco: Emirzade Camii, mezquita del hijo del Emir (en griego: Τζαμί του Εμίρ Ζαδέ, romanizado: Tzamí tou Emír Zadé)  es un edificio  otomano situado en la ciudad de Calcis, en la isla griega de Eubea. Construida a finales del siglo XV, la mezquita es uno de los principales vestigios de la dominación otomana en la isla de Eubea.

## Historia
Aunque se desconoce la fecha exacta de la construcción de la mezquita, es probable que las obras tuvieran lugar a finales del siglo XV, pocos años después de la batalla de Negroponte (denominación de los Estados Cruzados de la actual Calcis), batalla librada entre la República de Venecia y los otomanos en 1470. El monumento se erigió en el interior de las fortificaciones, en el emplazamiento de una antigua iglesia probablemente dedicada a San Marcos  o Parascheva de los Balcanes. El monumento fue mencionado por primera vez por el viajero Evliya Çelebi, que visitó Grecia entre 1667 y 1669. En aquella época, era una de las once mezquitas de la ciudad. Llamada Eğriboz por los otomanos, la ciudad era entonces la capital del vasto sanjacado del mismo nombre y uno de los cuarteles de invierno de la flota otomana.
La mezquita se reconstruyó probablemente durante la primera mitad del siglo XVIII. Desacralizada tras la Guerra de independencia de Grecia, el edificio se utilizó como cuartel para dos batallones. También sirvió de almacén de heno para el ejército. El pórtico y el minarete fueron destruidos a mediados del siglo XIX.
La mezquita del Emir Zade fue declarada monumento histórico en 1937. A finales de la década de 1950, se llevaron a cabo obras de restauración con vistas a transformar la antigua mezquita en un museo de arte y arquitectura medieval. Las obras incluyeron la renovación de espacios interiores y ventanas, completada con la restauración del yeso y del patio pavimentado entre 1971 y 1972 por el Eforato de las antigüedades bizantinas de Eubea. La antigua mezquita se utilizó posteriormente como almacén de objetos arqueológicos, incluyendo lápidas del periodo otomano. Tras una campaña de obras finalizada en 2013, el lugar se transformó en un espacio expositivo que alberga la colección de grabados de Ioánnis Karakóstas, entre otros.

## Arquitectura
La mezquita del Emir Zade presenta una gran cúpula, originalmente complementada por tres cúpulas más pequeñas. En la fachada norte, estas remataban el pórtico con sus tres arcos apoyados sobre cuatro columnas. El alminar del que solo se conserva la base, está situado en el ángulo noroeste. La puerta de entrada, de mármol, presenta una inscripción que guarda similitudes con un fragmento del mihrab de la mezquita Altunizade de Üsküdar. En el interior, la cúpula sobre pechinas incorpora cuatro trompas en las esquinas de la sala de oración. El mihrab revela algunos restos de policromía.
En el antepatio de la mezquita se conserva una fuente otomana, construida en 1655 por Halil Bajá y reparada en 1796. Fue trasladada a este lugar en 1960.
|                                             |
| Grabado de Antoine-Marie Chenavard en 1858. |

|                                                  |
| Vista de la fuente y la mezquita desde el norte. |

|                                 |
| Fachada principal del edificio. |

|                                           |
| Detalle de la inscripción de dedicatoria. |

|                   |
| Vista del mihrab. |